# Heninel-Croisilles Road Cemetery
Heninel-Croisilles Road Cemetery  is een Britse militaire begraafplaats met gesneuvelden uit de Eerste Wereldoorlog, gelegen in de Franse gemeente Héninel (departement Pas-de-Calais). De begraafplaats werd ontworpen door Edwin Lutyens en ligt aan de Rue d’Héninel, op bijna 1,3 km ten zuidoosten van het dorpscentrum (Église Saint-Germain). 
De begraafplaats heeft een min of meer rechthoekig grondplan met een afgeschuinde westelijke hoek en wordt omsloten door een natuurstenen muur die wordt afgedekt met witte boordstenen. Het Cross of Sacrifice staat centraal tegen de oostelijke muur. Aan de straatzijde zijn twee identieke open toegangen die worden gemarkeerd door twee witte stenen paaltjes. Tussen deze toegangen bevindt zich in de muur de naamsteen en aan de binnenzijde staat een rustbank. De begraafplaats wordt onderhouden door de Commonwealth War Graves Commission.
Er liggen 317 doden begraven waaronder 107 niet geïdentificeerde.

## Geschiedenis
Op 12 april 1917 werd Héninel door de 21st Division veroverd en rukte de volgende twee dagen verder oostwaarts op. De 33rd Division nam toen de aanval over. Manschappen van deze twee divisies zijn sterk vertegenwoordigd op de begraafplaats. In april 1918 werd dit terrein tijdens het Duitse lenteoffensief door hen veroverd. Toen de begraafplaats in Duitse handen was werden 11 (waaronder 3 niet geïdentificeerde) van hun gesneuvelden begraven in het huidige perk I, rij D en E. Na de wapenstilstand werd de begraafplaats flink uitgebreid door concentratie van Britse slachtoffers vanuit een groot gebied rond Héninel.
Onder de geïdentificeerde doden zijn er 202 Britten, 1 Australiër en 8 Duitsers.

## Graven

### Onderscheiden militairen
- de kapiteins R.T. Patey (The King's (Liverpool Regiment)) en W. Brownlie (Royal Army Medical Corps) en onderluitenant Arthur Corbridge (The King's (Liverpool Regiment)) werden onderscheiden met het Military Cross (MC).
- sergeant F. Palmer (Royal Fusiliers) werd onderscheiden met de Distinguished Conduct Medal (DCM).
- de sergeanten W.F. Paskell (Middlesex Regiment) en A. Hough (Royal Engineers) werden onderscheiden met de Military Medal (MM).

### Alias
- soldaat A. Topham diende onder het alias F. Harrison bij het Middlesex Regiment.